# Linkbuilding
Budování zpětných odkazů (neboli linkbuilding) je jednou z off-page metod optimalizace pro vyhledávače. Cílem je propagace daného webu. Tato technika je považována za nejvýznamnější off-page faktor. Zatímco on-page techniky SEO představují úpravy přímo na stránkách, které jsou optimalizovány, off-page techniky představují optimalizaci mimo tyto stránky, a kromě samotného linkbuildingu sem patří například reputace stránky, její důvěryhodnost nebo geografická poloha návštěvníků stránky.
Budování kvalitních zpětných odkazů má z hlediska internetového marketingu dva dopady. Prvním je zlepšení pozice odkazované stránky ve výsledcích hledání pomocí užití správných klíčových slov v „anchor“ textu (viditelném textu odkazu). Druhým dopadem je přivedení nových návštěvníků na stránky.
Využitím linkbuildingu se zvyšuje pravděpodobnost, že si někdo někde přečte odkaz na dané stránky a klikne se na ně. Větší počet odkazů značí, že se na tyto stránky pravděpodobněji dostane potenciální zákazník.

## Cíle linkbuildingu
- zlepšení pozice webové stránky ve vyhledávání, což vede k nárůstu návštěvnosti z vyhledávačů
- nárůst návštěvnosti webové stránky přes zpětné odkazy
- rychlejší indexace nového obsahu na webu
- větší crawl budget (ochota robota vyhledávače procházet a kontrolovat stránky webu)

Linkbuilding tedy zvyšuje obchodní cenu webové stránky.

## Metody linkbuildingu
- Registrace do internetových katalogů – doporučuje se zejména do těch s vysokou návštěvností
- Výměna odkazů
- Nákup odkazů – nejúčinnější jsou zpravidla odkazy vedoucí z hlavní stránky (homepage)
- Publikování článků na cizích webech
- Účast v diskuzních fórech a komentování článků
- Vytváření podpůrných stránek a propagačních blogů
- Spolupráce s bloggery a jiným influencery
- Sociální sítě

## Linkbuilder
Linkbuilder je člověk, který si udržuje mnoho kontaktů, má přehled o trhu klienta, pro kterého pracuje, a je kreativní ve své práci. Díky tomu je schopen komunikace a navazování spolupráce s partnery (například majiteli webových stránek). Jeho prací je vytvářet přidanou hodnotu webovým stránkám, která ústí ve zvýšené návštěvnosti, konverze aj.

## Placený a neplacený linkbuilding
Neplacené pozice získané linkbuildingem mají vyšší efektivitu a jsou bezpečnější. Je za nimi však velké úsilí a spousta času, neboť je potřeba správně vymyslet partnerství, navrhnout je a navázat, proto by měl být linkbuilder kreativní.

## Nepřímý linkbuilding
Tuto formu linkbuildingu je možné využít v případě komerčního webu, neboť ty mají problém se sháněním výměnných odkazů. Systém nepřímého linkbuildingu není nikterak složitý. Jeho úkol spočívá v tom, že neodkazuje na komerční web, ale na web, jež na tyto internetové stránky odkazuje. Je však zapotřebí počítat s tím, že nepřímý odkaz má ve většině případů mnohonásobně nižší hodnotu než přímý neboli klasický linkbuilding.

## Aktivity spojené s budováním zpětných odkazů
K linkbuildingu patří následující aktivity:
- Využívání sociálních sítí a sdílení obsahu.
- Umisťování odkazů na relevantní weby.
- Poskytování recenzí, rozhovorů, účast v podcastech a na konferencích.
- Komunikování s okolím skrze profesionální PR články, diskuze a blogy.
- Tvorba podpůrných webů (mikrostránky).
- Získávání kvalitních odkazů.
- Tvorba vyváženého a atraktivního odkazového profilu.

## Proces budování zpětných odkazů
Jednotlivé kroky procesu linkbuildingu se mohou v závislosti na linkbuilderovi lišit, avšak obecně by se daly rozdělit takto:
1. Analýza klienta (činnosti, tržní pozice, cíle, zdroje,…).
2. První doporučení – taková, která jsou na první pohled jasná a zřejmá (např. zda je vůbec vhodné dělat linkbuilding).
3. Dotazník pro klienta (zdroje, partneři, vize, cíle apod.).
4. Analýza současného stavu webu, odkazového profilu a stanovení potenciálu obsahu.
5. Průzkum trhu a konkurence.
6. Analýza dat z analýzy klíčových frází a porovnání s daty z Google Analytics a konzultace rozvoje obsahu.
7. Vizualizace struktury stránek a interního prolinkování.
8. Tvorba person.
9. Stanovení strategie linkbuildingu.
10. Realizace.
11. Vyhodnocování naplňování strategie.

## Strategie linkbuildingu
Prvním krokem pro určení strategie linkbuildingu je analýza odkazového profilu webových stránek klienta a partnerů. Tak lze najít potenciál pro další zkvalitňování. Následně je provedena analýza celého trhu působnosti klienta, především jeho konkurentů. Na tomto základě je stanovena strategie linkbuildingu, tj. soubor jednorázových i dlouhodobých aktivit.

## Taktika linkbuildingu
Strategie linkbuildingu je tvořena několika taktikami pro získávání odkazů. Taktiky se dají rozdělit do dvou skupin. První skupinou je tzv. aktivní linkbuilding, kdy se aktivně snažíme odkaz získat. Oslovujeme tedy majitele webů a přesvědčujeme je, aby nám odkaz na web umístili. Například využívá-li firma služby vzdělávací agentury, lze se propojit pomocí odkazování na „reference“, „napsali o nás“ apod. v závislosti na webu partnera.
Druhou taktikou je pasivní linkbuilding, tj. tvorba obsahu, který dokáže sám odkazy vytvářet. Patří sem například linkbaiting, česky vábení odkazů. Nebo také egobaiting. Jde o to, jak nalákat lidi cílové skupiny na svoje stránky. Jelikož firma zná potřeby a požadavky této skupiny, stejně tak jako místa, která na internetu tito lidé navštěvují, stačí pouze promyslet, jakým způsobem je dostat z těchto míst na vlastní webové stránky, tj. typ a formu obsahu, který pro ně bude atraktivní, v nejlepším případě který budou chtít sdílet s přáteli. Jedná se o obtížnější cestu pro budování odkazů.
V souvislosti s vytvářením taktiky linkbuildingu by se také dalo mluvit o etice linkbuildingu. Tj. o hranicích, které říkají, co je zakázáno, jako například:
- Automatické systémy generování.
- Masivní výměny odkazů.
- Optimalizované odkazy v podpisech na diskusních fórech.
- Komentářový spam.
- Skryté odkazy.
- Odkazy ze stránek identifikovaných jako obsahový spam.
- Odkazy ze stránek poškozující uživatele.

## Rizika spojená s linkbuildingem
Z předchozích let je známo, že zapojení do odkazových schémat poškodilo web, na němž byly odkazy umístěny a Google je považoval za nepřirozené.
V současnosti jsou pro weby mnohem nebezpečnější příchozí odkazy, které mohou vést k manuální penalizaci, která se projevuje především snížením návštěvnosti z vyhledávačů a s tím souvisejících dopadů, jež z toho plynou.
Je potřeba zamyslet se a uvědomit si jakými taktikami si může podnik nejvíce ublížit. Následně je zapotřebí vyvarovat se následujících rizik:
- Nabídek na vzájemné výměny odkazů umístěných na tzv. partnerských podstránkách daného webu.
- Různých automatických nástrojů na tvorbu odkazů.
- Odkazů v podpisové sekci na diskusních fórech.

## Vyhodnocení linkbuildingu
Aby bylo možné linkbuliding vyhodnotit, je nutné znát stav, který byl před začátkem všech linkbuildingových aktivit. Tím je prvotní audit odkazového profilu stránek a následně vytvořená linkbuildingová strategie, která stanoví nejefektivnější linkbuildingové techniky. Za pomoci auditu a strategie je možné jak v průběhu, tak až po ukončení všech prací vyhodnotit, zdali byl linkbuilding efektivní.
Samo vyhodnocení se zakládá na počtech a kvalitě získaných odkazů, srovnání pozic dotčených stránek ve výsledcích vyhledávání (SERP) na předem stanovená klíčová slova a vyhodnocení návštěvnosti za pomoci měřících systému, jako je například Google Analytics.

## Linkwheel
Linkwheel je pokročilá forma linkbuildingu, jejímž úkolem je prolinkovat určité množství blogů, případně mikroblogů s vysokou autoritou (obvykle Web 2.0). V praxi funguje tak, že se na každý z blogů umístí jeden nebo i více relevantních článků. Následně jsou blogy mezi sebou prolinkovány – odkazují na sebe navzájem a pak i na cílový web, který chceme pozvednou ve vyhledávání. Díky prolinkování blogů dochází k nárůstu tzv. linkjuice, která vede na odkazovanou stránku. To z linkwheel dělá velmi efektivní techniku linkbuildingu. Účelem linkwheelu je zvýšení pozice ve vyhledávání, zvýšení návštěvnosti web a tedy i zvýšení obchodní hodnoty webu.